# 477 a.C.

## Eventos
- Caio Horácio Púlvilo e Tito Menênio Agripa Lanato, cônsules romanos.